# Aleksejs Vidavskis
Aleksejs Vidavskis (ros. Алексей Антонович Видавский, Aleksiej Antonowicz Widawski; ur. 23 marca 1943 w Dyneburgu, zm. 1 lipca 2020 tamże) – łatgalski polityk, burmistrz Dyneburga (1994–2001), poseł na Sejm Łotwy VIII i IX kadencji (2002–2010), były przewodniczący Dyneburskiej Partii Miejskiej. 

## Życiorys
W 1979 ukończył Politechnikę Ryską ze specjalnością inyżyniera–technologa. Po służbie w Armii Radzieckiej (1963–1966) pracował w dyneburskich zakładach włókien chemicznych: na początku jako ślusarz, później awansował do zastępcy dyrektora. Pełnił funkcję sekretarza komitetu Komsomołu, należał do Komunistycznej Partii Łotwy/KPZR. W latach 1991–1994 był zastępcą dyrektora zakładów włókien chemicznych w Dyneburgu. 
Od 1987 do 1993 sprawował urząd przewodniczącego Komitetu Wykonawczego Dyneburga (prezydenta miasta). W latach 1994–2001 pełnił funkcję burmistrza. Po odejściu z urzędu przez rok pracował jako dyrektor w firmie LatRosTrans.
W 2000 założył socjaldemokratyczną Dyneburską Partię Miejską, która za cel postawiła sobie rozwój gospodarczy i społeczny Łatgalii, a w szczególności jej stolicy – Dyneburga. W 2002 kandydował z powodzeniem do Sejmu VIII kadencji z listy O Prawa Człowieka w Zjednoczonej Łotwie wchodząc w skład liczącej 25 posłów frakcji. Ponownie wybrany w 2006 z ramienia Centrum Zgody, z którym Dyneburska Partia Miejska podpisała w 2005 umowę o wspólnym starcie w wyborach. Od listopada 2005 jest wiceprzewodniczącym Centrum Zgody.

## Odznaczenia
- Medal Rady Bałtyckiej – 2006[2]